# Élections législatives mozambicaines de 2019
Les élections législatives mozambicaines de 2019 ont lieu le 15 octobre 2019 afin de renouveler les 250 sièges de l'Assemblée de la république du Mozambique. Une élection présidentielle et des élections provinciales ont lieu le même jour.
Le Front de libération du Mozambique au pouvoir remporte une nette victoire et accroit sensiblement sa majorité absolue à l'assemblée, avec 184 sièges sur 250.

## Campagne

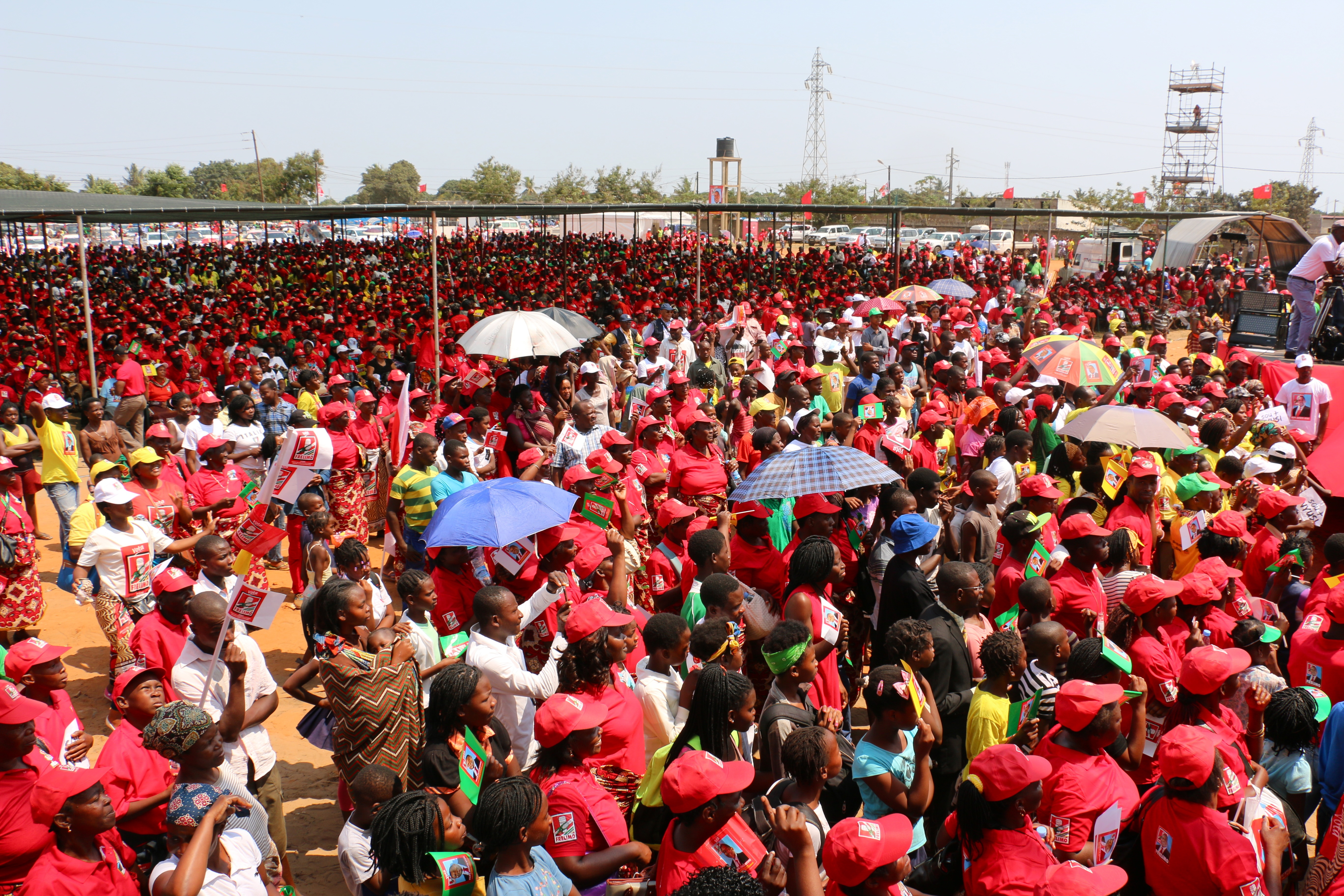
Partisans du Frelimo en campagne à Maputo.

Une mission d'observation de l'Union européenne accuse le parti au pouvoir, le FRELIMO, d'utiliser des fonds publics pour sa campagne électorale, et note un traitement médiatique disproportionné en faveur du gouvernement. La campagne est également entachée de violences commises par des membres dissidents du parti RENAMO, ancien groupe rebelle, qui font au moins un mort. 

## Mode de scrutin
Le parlement monocaméral du Mozambique, l'Assemblée de la République, est composé de 250 sièges pourvus pour cinq ans au scrutin proportionnel plurinominal de liste dans onze circonscriptions plurinominales de 12 à 50 sièges correspondant aux provinces du pays en fonction de leur population. Sur le total, deux sièges sont exceptionnellement élus au scrutin uninominal majoritaire à un tour par la diaspora mozambicaine, dans deux circonscriptions recouvrant pour une le reste de l'Afrique et pour l'autre le reste du monde. Le scrutin a lieu via des listes fermées et le résultat en voix est réparti en sièges à l'aide de la méthode D'Hondt à toutes les listes ayant dépassée le seuil électoral de 5 %.

## Résultats
|                          |                                                                |            |       |       |        |               |  |  |  |
| Parti                    | Parti                                                          | Voix       | %     | +/-   | Sièges | +/-           |  |  |  |
|                          | Front de libération du Mozambique (FRELIMO)                    | 4 323 298  | 71,28 | 15,60 | 184    | 40            |  |  |  |
|                          | Résistance nationale du Mozambique (RENAMO)                    | 1 351 659  | 22,28 | 10,67 | 60     | 29            |  |  |  |
|                          | Mouvement démocratique du Mozambique (MDM)                     | 254 290    | 4,19  | 4,21  | 6      | 11            |  |  |  |
|                          | Parti d'action du mouvement unifié pour le salut total (AMUSI) | 27 277     | 0,45  | Nv    | 0      | en stagnation |  |  |  |
|                          | Nouvelle démocratie (ND)                                       | 25 046     | 0,41  | Nv    | 0      | en stagnation |  |  |  |
|                          | Autres partis                                                  | 83 951     | 1,38  | –     | 0      | en stagnation |  |  |  |
|                          |                                                                |            |       |       |        |               |  |  |  |
| Suffrages exprimés       | Suffrages exprimés                                             | 6 065 521  | 89,64 |       |        |               |  |  |  |
| Votes blancs et nuls     | Votes blancs et nuls                                           | 700 895    | 10,36 |       |        |               |  |  |  |
| Total                    | Total                                                          | 6 766 416  | 100   | –     | 250    | en stagnation |  |  |  |
| Abstentions              | Abstentions                                                    | 6 395 905  | 48,59 |       |        |               |  |  |  |
| Inscrits / participation | Inscrits / participation                                       | 13 162 321 | 51,41 |       |        |               |  |  |  |